# فلورینا
شهر فلورینا در استان مقدونیه غربی در کشور یونان واقع شده است که دارای جمعیت ۱۵٬۲۵۰  نفر می‌باشد.